# Le Theil (Orne)
Le Theil of Le Theil-sur-Huisne is een plaats en voormalige gemeente in het Franse departement Orne in de regio Normandië en telde 1919 inwoners (1999). De plaats maakt deel uit van het arrondissement Mortagne-au-Perche.

## Geschiedenis
Le Theil was de hoofdplaats van het gelijknamige kanton tot it kanton op 22 maart 2015 werd opgeheven en de gemeente werd opgenomen in het op die dag opgerichte kanton Ceton. Op 1 januari 2016 fuseerde de gemeente met Gémages, L'Hermitière, Mâle, La Rouge, Saint-Agnan-sur-Erre tot de commune nouvelle Val-au-Perche, waarvan Le Theil de hoofdplaats werd.

## Geografie
De oppervlakte van Le Theil bedraagt 9,5 km², de bevolkingsdichtheid is 202,0 inwoners per km².
De onderstaande kaart toont de ligging van Le Theil (Orne) met de belangrijkste infrastructuur en aangrenzende gemeenten.

## Demografie
Onderstaande figuur toont het verloop van het inwonertal (bron: INSEE-tellingen).
Gémages · L'Hermitière · Mâle · La Rouge · Saint-Agnan-sur-Erre · Le Theil